# Китайський квартал (фільм)
«Китайський квартал» (англ. Chinatown) — фільм режисера Романа Поланскі 1974 року за сценарієм Роберта Тауна. Лауреат премії «Оскар» 1975 року. Прем'єра фільму відбулася 20 червня 1974 року в США. На 1 березня 2024 року фільм займав 162-гу позицію у списку 250 кращих фільмів за версією IMDb.
У 1990 році вийшов сиквел «Два Джейка», поставлений Джеком Ніколсоном (який виконав головні ролі в обох фільмах).
Фільм частково знято на острові Санта-Каталіна, включно зі сценою у казино у Авалоні.
Український переклад зробила студія Омікрон на замовлення Гуртом.

## Сюжет
Джек Ніколсон виконує роль приватного детектива Джейка Гіттеса з довоєнного Лос-Анджелеса. Гіттес приймає пропозицію загадкової багатої красуні зайнятися розслідуванням обставин таємного роману на стороні її чоловіка-інженера (прототипом якого послужив Вільям Малхолланд). Погодившись на цю справу, Гіттес не підозрював, що опиниться в центрі таємних скандалів, беззаконня, корупції й прихованих махінацій, правда про яких спливе одного разу вночі разом з тілом нещасного інженера…

## У ролях
- Джек Ніколсон — Дж. Дж. «Джейк» Гіттс
- Фей Данауей — Евелін Крос Малрей
- Джон Х'юстон — Ний Крос
- Перрі Лопес — лейтенант Лу Ескобар
- Джон Хіллерман — Русс Елбертон
- Даррел Цверлінг — Холліс Малрей
- Дайан Ладд — Іда Сешнс
- Рой Дженсон — Клод Малвіхілл
- Роман Поланскі — людина з ножем
- Річард бакаляу — детектив Лоуч
- Джо Мантелл — Лоуренс Уолш
- Брюс Гловер — Даффі
- Нанду Хіндс — Софі
- Джеймс О'Реа — адвокат
- Джеймс Хонг — Кан

## Нагороди та номінації

### Нагороди
«Оскар»:
- 1975 — Найкращий оригінальний сценарій (Роберт Таун)

«Золотий глобус»:
- 1975 — Найкраща режисерська робота (Роман Поланскі)
- 1975 — Найкращий фільм — драма
- 1975 — Найкраща чоловіча роль — драма (Джек Ніколсон)
- 1975 — Найкращий сценарій (Роберт Таун)

«BAFTA»:
- 1975 — Найкраща чоловіча роль (Джек Ніколсон, в парі з фільмом "Останній наряд")
- 1975 — Найкраща режисура (Роман Поланскі)
- 1975 — Найкращий оригінальний сценарій (Роберт Таун, в парі з фільмом "Останній наряд")

### Номінації
«Оскар»:
- 1975 — Найкраща чоловіча роль (Джек Ніколсон)
- 1975 — Найкраща жіноча роль (Фей Данауей)
- 1975 — Найкраща робота художника-постановщика/декоратора (Річард Сілберт, Стюарт Кемпбелл, Рубі Левітт)
- 1975 — Найкраща операторська робота (Джон Алонсо)
- 1975 — Найкращий дизайн костюмів (Анте Сілберт)
- 1975 — Найкраща режисура (Роман Поланскі)
- 1975 — Найкращий монтаж (Сем О'Стін)
- 1975 — Найкраща музика (Джеррі Голдсміт)
- 1975 — Найкращий фільм (Роберт Еванс)
- 1975 — Найкращий звук (Чарльз Грензбах, Ларрі Джост)

«Золотий глобус»:
- 1975 — Найкраща жіноча роль — драма (Фей Данауей)
- 1975 — Найкраща музика до фільму (Джеррі Голдсміт)
- 1975 — Найкраща чоловіча роль другого плану — Кінофільм (Джон Х'юстон)

«BAFTA»:
- 1975 — Найкраща жіноча роль (Фей Данауей)
- 1975 — Найкраща робота художника-постановника (Річард Сілберт)
- 1975 — Найкраща операторська робота (Джон Алонсо)
- 1975 — Найкращий дизайн костюмів (Анте Сілберт)
- 1975 — Найкращий фільм
- 1975 — Найкращий монтаж (Сем О'Стін)
- 1975 — Найкраща чоловіча роль другого плану (Джон Х'юстон)